# Red (taksonomija)
Red (Ordo) jedna je stepenica u biološkoj sistematici. Nalazi se između nadreda (superordo) i podreda (subordo).
U botanici naziv reda, ako se temelji na prezimenu, na latinskom završava na -ales.

## A
1. ordo Abrothallales - Dothideomycetes
2. ordo Acanthobdellida - Clitellata
3. ordo Acanthoecida - Choanoflagellatea
4. ordo Acanthopleuribacterales - Holophagae
5. ordo Acarosporales - Lecanoromycetes
6. ordo Accipitriformes - Aves
7. ordo Acholeplasmatales - Tenericutes
8. ordo Acidilobales - Thermoprotei
9. ordo Acidimicrobiales - Actinobacteria
10. ordo Acidithiobacillales - Gammaproteobacteria
11. ordo Acidobacteriales - Acidobacteria
12. ordo Acipenseriformes - Actinopterygii
13. ordo Acoela - Xenacoelomorpha
14. ordo Aconchulinida - Filosa
15. ordo Acorales - Liliopsida
16. ordo Acritarcha ordo incertae sedis - Acritarcha classis incertae sedis
17. ordo Acrochaetiales - Florideophyceae
18. ordo Acroglissida - Peranemea
19. ordo Acrospermales - Dothideomycetes
20. ordo Acrosymphytales - Florideophyceae
21. ordo Actiniaria - Anthozoa
22. ordo Actinomycetales - Actinobacteria
23. ordo Actinulida - Hydrozoa
24. ordo Adapedonta - Bivalvia
25. ordo Aeromonadales - Gammaproteobacteria
26. ordo Afrosoricida - Mammalia
27. ordo Agaricales - Agaricomycetes
28. ordo Agaricostilbales - Agaricostilbomycetes
29. ordo Agelasida - Demospongiae
30. ordo Agyriales - Lecanoromycetes
31. ordo Ahnfeltiales - Florideophyceae
32. ordo Akentrogonida - Maxillopoda
33. ordo Albuliformes - Actinopterygii
34. ordo Alcyonacea - Anthozoa
35. ordo Alismatales - Liliopsida
36. ordo Alteromonadales - Gammaproteobacteria
37. ordo Amblypygi - Arachnida
38. ordo Amborellales - Magnoliopsida
39. ordo Amiiformes - Actinopterygii
40. ordo Amphidiniales - Dinophyceae
41. ordo Amphidiscosida - Hexactinellida
42. ordo Amphilepidida - Ophiuroidea
43. ordo Amphilinidea - Cestoda
44. ordo Amphinomida - Polychaeta
45. ordo Amphionidacea - Malacostraca
46. ordo Amphipoda - Malacostraca
47. ordo Amphisphaeriales - Sordariomycetes
48. ordo Amplistromatales - Sordariomycetes
49. ordo Amylocorticiales - Agaricomycetes
50. ordo Anaerolineales - Anaerolineae
51. ordo Anaeroplasmatales - Tenericutes
52. ordo Anaspidacea - Malacostraca
53. ordo Anaulales - Mediophyceae
54. ordo Anguilliformes - Actinopterygii
55. ordo Anisonemida - Peranemea
56. ordo Annulatascales - Sordariomycetes
57. ordo Anostraca - Branchiopoda
58. ordo Anseriformes - Aves
59. ordo Anthoathecata - Hydrozoa
60. ordo Antipatharia - Anthozoa
61. ordo Anura - Amphibia
62. ordo Aphelenchida - Secernentea
63. ordo Aphragmophora - Sagittoidea
64. ordo Apiales - Magnoliopsida
65. ordo Aplousobranchia - Ascidiacea
66. ordo Aplysiida - Gastropoda
67. ordo Apochela - Eutardigrada
68. ordo Apodida - Holothuroidea
69. ordo Apodiformes - Aves
70. ordo Apoikiales - Chrysophyceae
71. ordo Apororhynchida - Archiacanthocephala
72. ordo Apterygiformes - Aves
73. ordo Apusomonadida - Apusomonadea
74. ordo Apygophora - Maxillopoda
75. ordo Aquificales - Aquificae
76. ordo Aquifoliales - Magnoliopsida
77. ordo Arachnomycetales - Eurotiomycetes
78. ordo Araeolaimida - Adenophorea
79. ordo Araneae - Arachnida
80. ordo Arbacioida - Echinoidea
81. ordo Arcanodiscales - Coscinodiscophyceae
82. ordo Archaegladiopsidales - Coscinodiscophyceae
83. ordo Archaeoglobales - Archaeoglobi
84. ordo Archaeognatha - Insecta
85. ordo Archaeorhizomycetales - Archaeorhizomycetes
86. ordo Archaeosporales - Glomeromycetes
87. ordo Architaenioglossa - Gastropoda
88. ordo Arcida - Bivalvia
89. ordo Arecales - Liliopsida
90. ordo Arguloida - Maxillopoda
91. ordo Arhynchobdellida - Clitellata
92. ordo Arkhangelskiales - Coccolithophyceae
93. ordo Armatimonadales - Armatimonadia
94. ordo Arthoniales - Arthoniomycetes
95. ordo Arthrotardigrada - Heterotardigrada
96. ordo Artiodactyla - Mammalia
97. ordo Ascaridida - Secernentea
98. ordo Ascoseirales - Phaeophyceae
99. ordo Ascosphaerales - Eurotiomycetes
100. ordo Asellariales - Zygomycota
101. ordo Asparagales - Liliopsida
102. ordo Aspidodiadematoida - Echinoidea
103. ordo Aspidogastrida - Trematoda
104. ordo Aspidosiphoniformes - Phascolosomatidea
105. ordo Asterales - Magnoliopsida
106. ordo Asterinales - Dothideomycetes
107. ordo Asterocladales - Phaeophyceae
108. ordo Asterolamprales - Coscinodiscophyceae
109. ordo Asterotexales - Dothideomycetes
110. ordo Astigmata - Arachnida
111. ordo Astrorhizida - Polythalamea
112. ordo Ateleopodiformes - Actinopterygii
113. ordo Atheliales - Agaricomycetes
114. ordo Atheriniformes - Actinopterygii
115. ordo Atractiellales - Atractiellomycetes
116. ordo Atractophorales - Florideophyceae
117. ordo Aulacoseirales - Coscinodiscophyceae
118. ordo Aulopiformes - Actinopterygii
119. ordo Aurearenales - Phaeothamniophyceae
120. ordo Auriculariales - Agaricomycetes
121. ordo Austrobaileyales - Magnoliopsida

## B
1. ordo Axinellida - Demospongiae
2. ordo Bacillales - Bacilli
3. ordo Bacillariales - Bacillariophyceae
4. ordo Bacillariophyta ordo incertae sedis - Bacillariophyta classis incertae sedis
5. ordo Bacteroidales - Bacteroidia
6. ordo Baeomycetales - Lecanoromycetes
7. ordo Baerida - Calcarea
8. ordo Balbianiales - Florideophyceae
9. ordo Balliales - Florideophyceae
10. ordo Bangiales - Bangiophyceae
11. ordo Bangiales - Bangiophyceae
12. ordo Basidiobolales - Zygomycota
13. ordo Bathynellacea - Malacostraca
14. ordo Batistiales - Sordariomycetes
15. ordo Batrachoidiformes - Actinopterygii
16. ordo Batrachospermales - Florideophyceae
17. ordo Bdelloidea - Eurotatoria
18. ordo Bdellovibrionales - Deltaproteobacteria
19. ordo Beloniformes - Actinopterygii
20. ordo Berberidopsidales - Magnoliopsida
21. ordo Beroida - Nuda
22. ordo Beryciformes - Actinopterygii
23. ordo Bezerromycetales - Dothideomycetes
24. ordo Bicoecida - Bikosea
25. ordo Biddulphiales - Mediophyceae
26. ordo Biemnida - Demospongiae
27. ordo Bifidobacteriales - Actinobacteria
28. ordo Bihospitida - Postgaardea
29. ordo Bilinguales - Mediophyceae
30. ordo Bivalvulida - Myxozoa
31. ordo Blastocladiales - Blastocladiomycetes
32. ordo Blastocystida - Blastocystea
33. ordo Blastodiniales - Dinophyceae
34. ordo Blattodea - Insecta
35. ordo Bochusacea - Malacostraca
36. ordo Bodonida - Kinetoplastea
37. ordo Boletales - Agaricomycetes
38. ordo Boliniales - Sordariomycetes
39. ordo Bonnemaisoniales - Florideophyceae
40. ordo Boraginales - Magnoliopsida
41. ordo Bothriocephalidea - Cestoda
42. ordo Bothrioplanida - Platyhelminthes
43. ordo Botrydiales - Xanthophyceae
44. ordo Botryosphaeriales - Dothideomycetes
45. ordo Bourgueticrinida - Crinoidea
46. ordo Brachypoda - Cephalocarida
47. ordo Branchiobdellida - Clitellata
48. ordo Brassicales - Magnoliopsida
49. ordo Briggerales - Mediophyceae
50. ordo Brisingida - Asteroidea
51. ordo Bruniales - Magnoliopsida
52. ordo Bryopsidales - Ulvophyceae
53. ordo Bubarida - Demospongiae
54. ordo Bucerotiformes - Aves
55. ordo Burkholderiales - Betaproteobacteria
56. ordo Bursovaginoidea - Gnathostomulida
57. ordo Buxales - Magnoliopsida

## C
1. ordo Calanoida - Hexanauplia
2. ordo Caldilineales - Caldilineae
3. ordo Caldisericales - Caldisericia
4. ordo Callipodida - Diplopoda
5. ordo Calosphaeriales - Sordariomycetes
6. ordo Camallanida - Secernentea
7. ordo Camarodonta - Echinoidea
8. ordo Cambojiida - Tentaculata
9. ordo Campylobacterales - Epsilonproteobacteria
10. ordo Candelariales - Lecanoromycetes
11. ordo Canellales - Magnoliopsida
12. ordo Cantharellales - Agaricomycetes
13. ordo Canuelloida - Hexanauplia
14. ordo Capilloventrida - Clitellata
15. ordo Capnodiales - Dothideomycetes
16. ordo Capparales - Magnoliopsida
17. ordo Caprimulgiformes - Aves
18. ordo Capsalidea - Monogenea
19. ordo Carcharhiniformes - Elasmobranchii
20. ordo Cardiida - Bivalvia
21. ordo Cardiobacteriales - Gammaproteobacteria
22. ordo Carditida - Bivalvia
23. ordo Cariamiformes - Aves
24. ordo Carnivora - Mammalia
25. ordo Carpediemonadida - Carpomonadea
26. ordo Carybdeida - Cubozoa
27. ordo Caryophyllales - Magnoliopsida
28. ordo Caryophyllidea - Cestoda
29. ordo Cassiduloida - Echinoidea
30. ordo Casuariiformes - Aves
31. ordo Catenellopsidales - Florideophyceae
32. ordo Cathetocephalidea - Cestoda
33. ordo Caudata - Amphibia
34. ordo Caulobacterales - Alphaproteobacteria
35. ordo Cavibelonia - Solenogastres
36. ordo Celastrales - Magnoliopsida
37. ordo Cephalaspidea - Gastropoda
38. ordo Cephalobaenida - Maxillopoda
39. ordo Ceraceosorales - Exobasidiomycetes
40. ordo Ceramiales - Florideophyceae
41. ordo Ceratodontiformes - Sarcopterygii
42. ordo Ceratophyllales - Magnoliopsida
43. ordo Cercomonadida - Sarcomonadea
44. ordo Cestida - Tentaculata
45. ordo Cetacea - Mammalia
46. ordo Cetomimiformes - Actinopterygii
47. ordo Chaetocerotales - Mediophyceae
48. ordo Chaetodermatida - Caudofoveata
49. ordo Chaetonotida - Gastrotricha
50. ordo Chaetopeltidales - Chlorophyceae
51. ordo Chaetophorales - Chlorophyceae
52. ordo Chaetosphaeriales - Sordariomycetes
53. ordo Chaetosphaeridiales - Coleochaetophyceae
54. ordo Chaetothyriales - Eurotiomycetes
55. ordo Chamaesiphonales - Cyanophyceae
56. ordo Characiformes - Actinopterygii
57. ordo Charadriiformes - Aves
58. ordo Charales - Charophyceae
59. ordo Charophyceae ordo incertae sedis - Charophyceae
60. ordo Chattonellales - Raphidophyceae
61. ordo Cheilostomatida - Gymnolaemata
62. ordo Chimaericolidea - Monogenea
63. ordo Chimaeriformes - Holocephali
64. ordo Chirodropida - Cubozoa
65. ordo Chiroptera - Mammalia
66. ordo Chitonida - Polyplacophora
67. ordo Chlamydiales - Chlamydiae
68. ordo Chlamydomonadales - Chlorophyceae
69. ordo Chloramoebales - Synurophyceae
70. ordo Chloranthales - Magnoliopsida
71. ordo Chlorarachniales (Chlorachniida) - Chlorarachniophyceae (Chlorarachnea)
72. ordo Chlorellales - Trebouxiophyceae
73. ordo Chlorobiales - Chlorobea
74. ordo Chlorocystidales - Ulvophyceae
75. ordo Chlorodendrales - Chlorodendrophyceae
76. ordo Chloroflexales - Chloroflexia
77. ordo Chlorokybales - Chlorokybophyceae
78. ordo Chlorophyceae incertae sedis - Chlorophyceae
79. ordo Chlorophyta ordo incertae sedis - Chlorophyta classis incertae sedis
80. ordo Chloropicales - Chloropicophyceae
81. ordo Chondrillida - Demospongiae
82. ordo Chondrosiida - Demospongiae
83. ordo Chordales - Phaeophyceae
84. ordo Chordeumatida - Diplopoda
85. ordo Chromatiales - Gammaproteobacteria
86. ordo Chromista ordo incertae sedis - Chromista classis incertae sedis
87. ordo Chromulinales - Chrysophyceae
88. ordo Chroococcales - Cyanophyceae
89. ordo Chrysiogenales - Chrysiogenetes
90. ordo Chrysomeridales - Chrysomerophyceae
91. ordo Chrysoparadoxales - Chrysoparadoxophyceae
92. ordo Chrysophyceae ordo incertae sedis - Chrysophyceae
93. ordo Chthonomonadales - Chthonomonadetes
94. ordo Chytridiales - Chytridiomycetes
95. ordo Ciconiiformes - Aves
96. ordo Cidaroida - Echinoidea
97. ordo Ciliatea ordo incertae sedis - Ciliatea
98. ordo Cingulata - Mammalia
99. ordo Cladophorales - Ulvophyceae
100. ordo Classiculales - Classiculomycetes
101. ordo Clathrinida - Calcarea
102. ordo Clionaida - Demospongiae
103. ordo Clostridiales - Clostridia
104. ordo Clupeiformes - Actinopterygii
105. ordo Clypeasteroida - Echinoidea
106. ordo Coccidiniales - Syndiniophyceae (Syndinea)
107. ordo Coccolithales - Coccolithophyceae
108. ordo Coccolithophyceae incertae sedis - Coccolithophyceae
109. ordo Cocconeidales - Bacillariophyceae
110. ordo Coccosphaerales - Coccolithophyceae
111. ordo Coelacanthiformes - Sarcopterygii
112. ordo Colaconematales - Florideophyceae
113. ordo Coleochaetales - Coleochaetophyceae
114. ordo Coleoptera - Insecta
115. ordo Coliiformes - Aves
116. ordo Collembola - Entognatha
117. ordo Collemopsidiales - Eurotiomycetes
118. ordo Collothecacea - Eurotatoria
119. ordo Colponemida - Colponemea
120. ordo Columbiformes - Aves
121. ordo Comatulida - Crinoidea
122. ordo Commatiida - Raphidophyceae
123. ordo Commelinales - Liliopsida
124. ordo Compsopogonales - Compsopogonophyceae
125. ordo Coniochaetales - Sordariomycetes
126. ordo Conioscyphales - Sordariomycetes
127. ordo Copelata - Appendicularia
128. ordo Coraciiformes - Aves
129. ordo Corallimorpharia - Anthozoa
130. ordo Corallinales - Florideophyceae
131. ordo Corallinophycidae ordo incertae sedis - Florideophyceae
132. ordo Cordanales - Sordariomycetes
133. ordo Corethrales - Coscinodiscophyceae
134. ordo Coriobacteriales - Actinobacteria
135. ordo Cornales - Magnoliopsida
136. ordo Coronatae - Scyphozoa
137. ordo Coronophorales - Sordariomycetes
138. ordo Corticiales - Agaricomycetes
139. ordo Coryneliales - Eurotiomycetes
140. ordo Corynodactylales - Florideophyceae
141. ordo Coscinodiscales - Coscinodiscophyceae
142. ordo Craniida - Craniata
143. ordo Craspedida - Choanoflagellatea
144. ordo Crassiclitellata - Clitellata
145. ordo Craterostigmomorpha - Chilopoda
146. ordo Crocodylia - Reptilia
147. ordo Crossosomatales - Magnoliopsida
148. ordo Cryomonadida - Thecofilosea
149. ordo Cryptolobiferida - Tentaculata
150. ordo Cryptomonadales - Cryptophyceae
151. ordo Cryptomycocolacales - Cryptomycocolacomycetes
152. ordo Cryptophyceae ordo incertae sedis - Cryptophyceae
153. ordo Ctenostomatida - Gymnolaemata
154. ordo Cuculiformes - Aves
155. ordo Cucurbitales - Magnoliopsida
156. ordo Cumacea - Malacostraca
157. ordo Cyanidiales - Cyanidiophyceae
158. ordo Cyanidiales - Cyanidiophyceae
159. ordo Cyatheales - Polypodiopsida
160. ordo Cycadales - Cycadopsida
161. ordo Cycloneritida - Gastropoda
162. ordo Cyclophorales - Bacillariophyceae
163. ordo Cyclophyllidea - Cestoda
164. ordo Cyclopoida - Hexanauplia
165. ordo Cyclorhagida - Kinorhyncha
166. ordo Cyclostomatida - Stenolaemata
167. ordo Cyclotrichiida - Litostomatea
168. ordo Cydippida - Tentaculata
169. ordo Cymatosirales - Mediophyceae
170. ordo Cymbellales - Bacillariophyceae
171. ordo Cyphobasidiales - Cystobasidiomycetes
172. ordo Cypriniformes - Actinopterygii
173. ordo Cyprinodontiformes - Actinopterygii
174. ordo Cystobasidiales - Cystobasidiomycetes
175. ordo Cystofilobasidiales - Tremellomycetes
176. ordo Cytophagales - Cytophagia
177. ordo Cyttariales - Leotiomycetes

## D
1. ordo Dacrymycetales - Dacrymycetes
2. ordo Dactylogyridea - Monogenea
3. ordo Dasycladales - Ulvophyceae
4. ordo Dasyuromorphia - Mammalia
5. ordo Decapoda - Malacostraca
6. ordo Decastavida - Stavomonadea
7. ordo Deferribacterales - Deferribacteres
8. ordo Deinococcales - Deinococci
9. ordo Delonicicolales - Sordariomycetes
10. ordo Dendroceratida - Demospongiae
11. ordo Dendrochirotida - Holothuroidea
12. ordo Dendrogastrida - Maxillopoda
13. ordo Dentaliida - Scaphopoda
14. ordo Dermaptera - Insecta
15. ordo Dermoptera - Mammalia
16. ordo Desmacellida - Demospongiae
17. ordo Desmarestiales - Phaeophyceae
18. ordo Desmidiales - Zygnematophyceae
19. ordo Desmodorida - Adenophorea
20. ordo Desmomastigales - Dinophyceae
21. ordo Desmoscolecida - Adenophorea
22. ordo Desulfarculales - Deltaproteobacteria
23. ordo Desulfobacterales - Deltaproteobacteria
24. ordo Desulfovibrionales - Deltaproteobacteria
25. ordo Desulfurellales - Deltaproteobacteria
26. ordo Desulfurococcales - Thermoprotei
27. ordo Desulfuromonadales - Deltaproteobacteria
28. ordo Developayellida - Bigyromonadea
29. ordo Diadematoida - Echinoidea
30. ordo Diaporthales - Sordariomycetes
31. ordo Diclybothriidea - Monogenea
32. ordo Dictyoceratida - Demospongiae
33. ordo Dictyochales - Dictyochophyceae
34. ordo Dictyochophyceae incertae sedis - Dictyochophyceae
35. ordo Dictyoglomales - Dictyoglomia
36. ordo Dictyoneidales - Bacillariophyceae
37. ordo Dictyotales - Phaeophyceae
38. ordo Didelphimorphia - Mammalia
39. ordo Dilleniales - Magnoliopsida
40. ordo Dimargaritales - Zygomycota
41. ordo Dinamoebidiales - Dinophyceae
42. ordo Dinophyceae ordo incertae sedis - Dinophyceae
43. ordo Dinophysales - Dinophyceae
44. ordo Dioscoreales - Liliopsida
45. ordo Diphyllidea - Cestoda
46. ordo Diphyllobothriidea - Cestoda
47. ordo Diplogasterida - Secernentea
48. ordo Diplonemida - Diplonemea
49. ordo Diplostomida - Trematoda
50. ordo Diplostraca - Branchiopoda
51. ordo Diplura - Entognatha
52. ordo Diprotodontia - Mammalia
53. ordo Dipsacales - Magnoliopsida
54. ordo Diptera - Insecta
55. ordo Discosporangiales - Phaeophyceae
56. ordo Distomatida - Trepomonadea
57. ordo Diversisporales - Glomeromycetes
58. ordo Dixoniellales - Rhodellophyceae
59. ordo Doassansiales - Exobasidiomycetes
60. ordo Dolichomastigales - Mamiellophyceae
61. ordo Dolichomicrostomida - Platyhelminthes
62. ordo Doliolida - Thaliacea
63. ordo Dorylaimida - Adenophorea
64. ordo Dothideales - Dothideomycetes
65. ordo Dyfrolomycetales - Dothideomycetes

## E
1. ordo Ebriida - Thecofilosea
2. ordo Echiniscoidea - Heterotardigrada
3. ordo Echinolampadoida - Echinoidea
4. ordo Echinoneoida - Echinoidea
5. ordo Echinorhynchida - Palaeacanthocephala
6. ordo Echinothurioida - Echinoidea
7. ordo Echiuroidea - Polychaeta
8. ordo Ectocarpales - Phaeophyceae
9. ordo Eiffellithales - Coccolithophyceae
10. ordo Elasipodida - Holothuroidea
11. ordo Ellobiida - Gastropoda
12. ordo Ellobiopsida - Ellobiopsea (Ellobiophyceae)
13. ordo Elopiformes - Actinopterygii
14. ordo Elusimicrobiales - Elusimicrobia
15. ordo Embioptera - Insecta
16. ordo Enchytraeida - Clitellata
17. ordo Endogonales - Zygomycota
18. ordo Enoplida - Adenophorea
19. ordo Enterobacteriales - Gammaproteobacteria
20. ordo Entomophthorales - Entomophthoromycetes
21. ordo Entomoplasmatales - Tenericutes
22. ordo Entorrhizales - Entorrhizomycetes
23. ordo Entosiphonida - Entosiphonea
24. ordo Entwisleiales - Florideophyceae
25. ordo Entylomatales - Exobasidiomycetes
26. ordo Ephedrales - Gnetopsida
27. ordo Ephemeroptera - Insecta
28. ordo Equisetales - Polypodiopsida
29. ordo Eremithallales - Lichinomycetes
30. ordo Ericales - Magnoliopsida
31. ordo Erinaceomorpha - Mammalia
32. ordo Erysipelotrichales - Erysipelotrichia
33. ordo Erysiphales - Leotiomycetes
34. ordo Erythrobasidiales - Cystobasidiomycetes
35. ordo Erythropeltales - Compsopogonophyceae
36. ordo Erythropeltales - Compsopogonophyceae
37. ordo Escalloniales - Magnoliopsida
38. ordo Esociformes - Actinopterygii
39. ordo Ethmodiscales - Coscinodiscophyceae
40. ordo Euglenida - Euglenophyceae
41. ordo Euglenophyceae incertae sedis - Euglenophyceae
42. ordo Euhirudinea - Clitellata
43. ordo Eukaryota unassigned order - Eukaryota unassigned classis
44. ordo Eunicida - Polychaeta
45. ordo Eunotiales - Bacillariophyceae
46. ordo Euphausiacea - Malacostraca
47. ordo Eupodiscales - Mediophyceae
48. ordo Eurotiales - Eurotiomycetes
49. ordo Euryalida - Ophiuroidea
50. ordo Eurypygiformes - Aves
51. ordo Eustigmatales - Eustigmatophyceae
52. ordo Eustigmatophyceae ordo incertae sedis - Eustigmatophyceae
53. ordo Eutreptiiida - Euglenophyceae
54. ordo Euzebyales - Actinobacteria
55. ordo Exobasidiales - Exobasidiomycetes

## F
1. ordo Fabales - Magnoliopsida
2. ordo Fagales - Magnoliopsida
3. ordo Falcocladiales - Sordariomycetes
4. ordo Falconiformes - Aves
5. ordo Fecampiida - Platyhelminthes
6. ordo Fervidicoccales - Thermoprotei
7. ordo Fibrobacterales - Fibrobacteria
8. ordo Filobasidiales - Tremellomycetes
9. ordo Filospermoidea - Gnathostomulida
10. ordo Flavobacteriales - Flavobacteriia
11. ordo Florenciellales - Dictyochophyceae
12. ordo Florideophyceae incertae sedis - Florideophyceae
13. ordo Flosculariaceae - Eurotatoria
14. ordo Forcipulatida - Asteroidea
15. ordo Fragilariales - Bacillariophyceae
16. ordo Fragilariophycidae ordo incertae sedis - Bacillariophyceae
17. ordo Fucales - Phaeophyceae
18. ordo Fuscosporellales - Sordariomycetes
19. ordo Fusobacteriales - Fusobacteriia

## G
1. ordo Gadiformes - Actinopterygii
2. ordo Gadilida - Scaphopoda
3. ordo Gaiellales - Actinobacteria
4. ordo Galeommatida - Bivalvia
5. ordo Galliformes - Aves
6. ordo Ganeshida - Tentaculata
7. ordo Garryales - Magnoliopsida
8. ordo Gasterosteiformes - Actinopterygii
9. ordo Gastrochaenida - Bivalvia
10. ordo Gaviiformes - Aves
11. ordo Geastrales - Agaricomycetes
12. ordo Gelidiales - Florideophyceae
13. ordo Gelyelloida - Hexanauplia
14. ordo Geminibasidiales - Geminibasidiomycetes
15. ordo Gemmatimonadales - Gemmatimonadetes
16. ordo Gentianales - Magnoliopsida
17. ordo Geoglossales - Geoglossomycetes
18. ordo Geophilomorpha - Chilopoda
19. ordo Georgefischeriales - Exobasidiomycetes
20. ordo Geraniales - Magnoliopsida
21. ordo Gigantorhynchida - Archiacanthocephala
22. ordo Gigartinales - Florideophyceae
23. ordo Ginkgoales - Ginkgoopsida
24. ordo Gladiales - Coscinodiscophyceae
25. ordo Glaucocystales - Glaucophyceae
26. ordo Glaucosphaerales - Rhodellophyceae
27. ordo Gleicheniales - Polypodiopsida
28. ordo Gloeochaetales - Glaucophyceae
29. ordo Gloeodiniales - Dinophyceae
30. ordo Gloeophyllales - Agaricomycetes
31. ordo Glomerales - Glomeromycetes
32. ordo Glomerellales - Sordariomycetes
33. ordo Glomerida - Diplopoda
34. ordo Glomeridesmida - Diplopoda
35. ordo Gnetales - Gnetopsida
36. ordo Gnosonesimida - Platyhelminthes
37. ordo Gobiesociformes - Actinopterygii
38. ordo Golfingiiformes - Sipunculidea
39. ordo Gomphales - Agaricomycetes
40. ordo Goniochloridales - Eustigmatophyceae
41. ordo Goniotrichales - Bangiophyceae
42. ordo Gonorynchiformes - Actinopterygii
43. ordo Gonyaulacales - Dinophyceae
44. ordo Gordioidea - Gordioida
45. ordo Gracilariales - Florideophyceae
46. ordo Gromochytriales - Chytridiomycetes
47. ordo Gruiformes - Aves
48. ordo Grylloblattodea - Insecta
49. ordo Gunnerales - Magnoliopsida
50. ordo Gymnodiniales - Dinophyceae
51. ordo Gymnophiona - Amphibia
52. ordo Gymnotiformes - Actinopterygii
53. ordo Gyracanthocephala - Eoacanthocephala
54. ordo Gyrocotylidea - Cestoda
55. ordo Gyrodactylidea - Monogenea

## H
1. ordo Halanaerobiales - Clostridia
2. ordo Halicryptomorpha - Priapulida
3. ordo Halobacteriales - Halobacteria
4. ordo Halocyprida - Ostracoda
5. ordo Haloplasmatales - Tenericutes
6. ordo Halosphaeriales - Sordariomycetes
7. ordo Halymeniales - Florideophyceae
8. ordo Hapalidiales - Florideophyceae
9. ordo Haplobothriidea - Cestoda
10. ordo Haplosclerida - Demospongiae
11. ordo Haplotaxida - Clitellata
12. ordo Haplozoonales - Dinophyceae
13. ordo Haptorida - Litostomatea
14. ordo Harpacticoida - Hexanauplia
15. ordo Harpellales - Zygomycota
16. ordo Helicobasidiales - Pucciniomycetes
17. ordo Heliolitina - Anthozoa
18. ordo Helioporacea - Anthozoa
19. ordo Helotiales - Leotiomycetes
20. ordo Hemiaulales - Mediophyceae
21. ordo Hemiptera - Insecta
22. ordo Herpetosiphonales - Chloroflexia
23. ordo Heteramorphida - Palaeacanthocephala
24. ordo Heterodontiformes - Elasmobranchii
25. ordo Heterogastridiales - Microbotryomycetes
26. ordo Heterogloeales - Synurophyceae
27. ordo Heteronemertea - Pilidiophora
28. ordo Heterostavida - Stavomonadea
29. ordo Hexamerocerata - Pauropoda
30. ordo Hexanchiformes - Elasmobranchii
31. ordo Hibberdiales - Chrysophyceae
32. ordo Hildenbrandiales - Florideophyceae
33. ordo Holasteroida - Echinoidea
34. ordo Holophagales - Holophagae
35. ordo Holothuriida - Holothuroidea
36. ordo Holothyrida - Arachnida
37. ordo Holtermanniales - Tremellomycetes
38. ordo Homalorhagida - Kinorhyncha
39. ordo Homosclerophorida - Homoscleromorpha
40. ordo Honigbergiellida - Trichomonadea (Trichomonadophyceae)
41. ordo Huerteales - Magnoliopsida
42. ordo Hydrogenophilales - Betaproteobacteria
43. ordo Hydrurales - Chrysophyceae
44. ordo Hymenochaetales - Agaricomycetes
45. ordo Hymenophyllales - Polypodiopsida
46. ordo Hymenoptera - Insecta
47. ordo Hypocreales - Sordariomycetes
48. ordo Hyracoidea - Mammalia
49. ordo Hysterangiales - Agaricomycetes
50. ordo Hysteriales - Dothideomycetes

## I
1. ordo Icacinales - Magnoliopsida
2. ordo Ignatiales - Ulvophyceae
3. ordo Ignavibacteriales - Ignavibacteria
4. ordo Inkyuleeales - Florideophyceae
5. ordo Ishigeales - Phaeophyceae
6. ordo Isochrysidales - Coccolithophyceae
7. ordo Isocrinida - Crinoidea
8. ordo Isoetales - Lycopodiopsida
9. ordo Isopoda - Malacostraca
10. ordo Ixodida - Arachnida

## J
1. ordo Jaapiales - Agaricomycetes
2. ordo Jahnulales - Dothideomycetes
3. ordo Jakobida - Jakobea
4. ordo Jobellisiales - Sordariomycetes
5. ordo Julida - Diplopoda

## K
1. ordo Katablephariales - Katablepharidophyceae
2. ordo Kentrogonida - Maxillopoda
3. ordo Kickxellales - Zoopagomycetes
4. ordo Kiloniellales - Alphaproteobacteria
5. ordo Klebsormidiales - Klebsormidiophyceae
6. ordo Koralionastetales - Sordariomycetes
7. ordo Kordiimonadales - Alphaproteobacteria
8. ordo Kriegeriales - Microbotryomycetes
9. ordo Ktedonobacterales - Ktedonobacteria

## L
1. ordo Laboulbeniales - Laboulbeniomycetes
2. ordo Labyrinthulida - Labyrinthulea
3. ordo Lactobacillales - Bacilli
4. ordo Lagomorpha - Mammalia
5. ordo Lahmiales - Ascomycota
6. ordo Lamiales - Magnoliopsida
7. ordo Laminariales - Phaeophyceae
8. ordo Lamniformes - Elasmobranchii
9. ordo Lampriformes - Actinopterygii
10. ordo Laurales - Magnoliopsida
11. ordo Laurida - Maxillopoda
12. ordo Lecanicephalidea - Cestoda
13. ordo Lecanorales - Lecanoromycetes
14. ordo Legionellales - Gammaproteobacteria
15. ordo Lentisphaerales - Lentisphaeria
16. ordo Leotiales - Leotiomycetes
17. ordo Lepetellida - Gastropoda
18. ordo Lepidopleurida - Polyplacophora
19. ordo Lepidoptera - Insecta
20. ordo Lepidosireniformes - Sarcopterygii
21. ordo Lepidostromatales - Agaricomycetes
22. ordo Lepisosteiformes - Actinopterygii
23. ordo Leptosomiformes - Aves
24. ordo Leptostraca - Malacostraca
25. ordo Leptothecata - Hydrozoa
26. ordo Leucodictyida - Granofilosea
27. ordo Leucosolenida - Calcarea
28. ordo Leucosporidiales - Microbotryomycetes
29. ordo Lichenoconiales - Dothideomycetes
30. ordo Lichenotheliales - Dothideomycetes
31. ordo Lichinales - Lichinomycetes
32. ordo Licmophorales - Bacillariophyceae
33. ordo Liliales - Liliopsida
34. ordo Limida - Bivalvia
35. ordo Limnognathida - Micrognathozoa
36. ordo Limnomedusae - Hydrozoa
37. ordo Lingulida - Lingulata
38. ordo Lithobiomorpha - Chilopoda
39. ordo Lithodesmiales - Mediophyceae
40. ordo Lithonida - Calcarea
41. ordo Litobothriidea - Cestoda
42. ordo Littorinimorpha - Gastropoda
43. ordo Lobata - Tentaculata
44. ordo Lobulomycetales - Chytridiomycetes
45. ordo Lophiiformes - Actinopterygii
46. ordo Lophogastrida - Malacostraca
47. ordo Lucinida - Bivalvia
48. ordo Lulworthiales - Sordariomycetes
49. ordo Lumbriculida - Clitellata
50. ordo Lychniscosida - Hexactinellida
51. ordo Lycopodiales - Lycopodiopsida
52. ordo Lyrellales - Bacillariophyceae
53. ordo Lyssacinosida - Hexactinellida

## M
1. ordo Macrodasyida - Gastrotricha
2. ordo Macroscelidea - Mammalia
3. ordo Macrostomorpha - Platyhelminthes
4. ordo Magnaporthales - Sordariomycetes
5. ordo Magnoliales - Magnoliopsida
6. ordo Malasseziales - Malasseziomycetes
7. ordo Malpighiales - Magnoliopsida
8. ordo Malvales - Magnoliopsida
9. ordo Mamiellales - Mamiellophyceae
10. ordo Mantodea - Insecta
11. ordo Mantophasmatodea - Insecta
12. ordo Marattiales - Polypodiopsida
13. ordo Mariprofundales - Zetaproteobacteria
14. ordo Marsupiomonadales - Pedinophyceae
15. ordo Mastigamoebida - Archamoebea
16. ordo Mastogloiales - Bacillariophyceae
17. ordo Mazocraeidea - Monogenea
18. ordo Mecoptera - Insecta
19. ordo Medeolariales - Ascomycota
20. ordo Megaloptera - Insecta
21. ordo Meiopriapulomorpha - Priapulida
22. ordo Melanosporales - Sordariomycetes
23. ordo Meliolales - Sordariomycetes
24. ordo Melosirales - Coscinodiscophyceae
25. ordo Merliida - Demospongiae
26. ordo Mermithida - Adenophorea
27. ordo Mesitornithiformes - Aves
28. ordo Mesostigmata - Arachnida
29. ordo Mesostigmatales - Mesostigmatophyceae
30. ordo Methanobacteriales - Methanobacteria
31. ordo Methanocellales - Methanomicrobia
32. ordo Methanococcales - Methanococci
33. ordo Methanomicrobiales - Methanomicrobia
34. ordo Methanopyrales - Methanopyri
35. ordo Methanosarcinales - Methanomicrobia
36. ordo Methylococcales - Gammaproteobacteria
37. ordo Methylophilales - Betaproteobacteria
38. ordo Metteniusales - Magnoliopsida
39. ordo Microascales - Sordariomycetes
40. ordo Microbiotheria - Mammalia
41. ordo Microbotryales - Microbotryomycetes
42. ordo Micropygoida - Echinoidea
43. ordo Microstromatales - Exobasidiomycetes
44. ordo Microthamniales - Trebouxiophyceae
45. ordo Microthyriales - Dothideomycetes
46. ordo Millericrinida - Crinoidea
47. ordo Ministeriida - Filasterea
48. ordo Minutisphaerales - Dothideomycetes
49. ordo Mischococcales - Xanthophyceae
50. ordo Misophrioida - Hexanauplia
51. ordo Mixiales - Mixiomycetes
52. ordo Molpadida - Holothuroidea
53. ordo Monhysterida - Adenophorea
54. ordo Moniliellales - Tremellomycetes
55. ordo Moniliformida - Archiacanthocephala
56. ordo Monoblepharidales - Monoblepharidomycetes
57. ordo Monocotylidea - Monogenea
58. ordo Monomastigales - Mamiellophyceae
59. ordo Mononchida - Adenophorea
60. ordo Monostilifera - Hoplonemertea
61. ordo Monotremata - Mammalia
62. ordo Monstrilloida - Hexanauplia
63. ordo Montchadskyellidea - Monogenea
64. ordo Mormonilloida - Hexanauplia
65. ordo Mortierellales - Mortierellomycetes
66. ordo Mucorales - Mucoromycetes
67. ordo Mugiliformes - Actinopterygii
68. ordo Multivalvulida - Myxozoa
69. ordo Murrayonida - Calcarea
70. ordo Musophagiformes - Aves
71. ordo Muyocopronales - Dothideomycetes
72. ordo Mycocaliciales - Eurotiomycetes
73. ordo Mycoplasmatales - Tenericutes
74. ordo Mycosphaerellales - Dothideomycetes
75. ordo Myctophiformes - Actinopterygii
76. ordo Myida - Bivalvia
77. ordo Myliobatiformes - Elasmobranchii
78. ordo Myodocopida - Ostracoda
79. ordo Myopsida - Cephalopoda
80. ordo Myriangiales - Dothideomycetes
81. ordo Myrmecridiales - Sordariomycetes
82. ordo Myrtales - Magnoliopsida
83. ordo Mysida - Malacostraca
84. ordo Mystacocaridida - Maxillopoda (?)
85. ordo Mytilida - Bivalvia
86. ordo Mytilinidiales - Dothideomycetes
87. ordo Myxiniformes - Myxini
88. ordo Myxococcales - Deltaproteobacteria

## N
1. ordo Nanaloricida - Loricifera
2. ordo Naohideales - Cystobasidiomycetes
3. ordo Narcomedusae - Hydrozoa
4. ordo Natipusillales - Dothideomycetes
5. ordo Natomonadida - Peranemea
6. ordo Natranaerobiales - Clostridia
7. ordo Nautiliales - Epsilonproteobacteria
8. ordo Nautilida - Cephalopoda
9. ordo Naviculales - Bacillariophyceae
10. ordo Nectiopoda - Remipedia
11. ordo Nectonematoidea - Nectonematoida
12. ordo Neisseriales - Betaproteobacteria
13. ordo Nemaliales - Florideophyceae
14. ordo Nemastomatales - Florideophyceae
15. ordo Nemertodermatida - Xenacoelomorpha
16. ordo Nemodermatales - Phaeophyceae
17. ordo Neocallimastigales - Neocallimastigomycetes
18. ordo Neoechinorhynchida - Eoacanthocephala
19. ordo Neogastropoda - Gastropoda
20. ordo Neolectales - Neolectomycetes
21. ordo Neomeniamorpha - Solenogastres
22. ordo Nepenthales - Magnoliopsida
23. ordo Nephridiophagales - Chytridiomycetes
24. ordo Nephroselmidales - Nephroselmidophyceae
25. ordo Neuroptera - Insecta
26. ordo Nippotaeniidea - Cestoda
27. ordo Nitriliruptorales - Actinobacteria
28. ordo Nitrosomonadales - Betaproteobacteria
29. ordo Nitrospirales - Nitrospira
30. ordo Noctilucales - Noctilucophyceae
31. ordo Nostocales - Cyanophyceae
32. ordo Notacanthiformes - Actinopterygii
33. ordo Notomyotida - Asteroidea
34. ordo Notoryctemorphia - Mammalia
35. ordo Notostraca - Branchiopoda
36. ordo Nucleariida - Cristidiscoidia
37. ordo Nuculanida - Bivalvia
38. ordo Nuculida - Bivalvia
39. ordo Nudibranchia - Gastropoda
40. ordo Nymphaeales - Magnoliopsida

## O
1. ordo Oceanospirillales - Gammaproteobacteria
2. ordo Ochromonadales - Synurophyceae
3. ordo Octopoda - Cephalopoda
4. ordo Odonata - Insecta
5. ordo Oedogoniales - Chlorophyceae
6. ordo Oegopsida - Cephalopoda
7. ordo Oligacanthorhynchida - Archiacanthocephala
8. ordo Oligotrichida - Ciliatea
9. ordo Olpidiales - Chytridiomycetes
10. ordo Oltmannsiellopsidales - Ulvophyceae
11. ordo Onchoproteocephalidea - Cestoda
12. ordo Onslowiales - Phaeophyceae
13. ordo Onygenales - Eurotiomycetes
14. ordo Ophiacanthida - Ophiuroidea
15. ordo Ophidiiformes - Actinopterygii
16. ordo Ophioglossales - Polypodiopsida
17. ordo Ophioleucida - Ophiuroidea
18. ordo Ophioscolecida - Ophiuroidea
19. ordo Ophiostomatales - Sordariomycetes
20. ordo Ophiurida - Ophiuroidea
21. ordo Opilioacarida - Arachnida
22. ordo Opiliones - Arachnida
23. ordo Opisthocomiformes - Aves
24. ordo Opisthopora - Clitellata
25. ordo Opitutales - Opitutae
26. ordo Orbiliales - Orbiliomycetes
27. ordo Orectolobiformes - Elasmobranchii
28. ordo Orthoptera - Insecta
29. ordo Osmeriformes - Actinopterygii
30. ordo Osmundales - Polypodiopsida
31. ordo Osteoglossiformes - Actinopterygii
32. ordo Ostreida - Bivalvia
33. ordo Ostropales - Lecanoromycetes
34. ordo Otidiformes - Aves
35. ordo Oxalidales - Magnoliopsida
36. ordo Oxyrrhinales - Oxyrrhidophyceae (Oxyrrhida)
37. ordo Oxyurida - Secernentea

## P
1. ordo Pachnocybales - Pucciniomycetes
2. ordo Palmariales - Florideophyceae
3. ordo Palmophyllales - Palmophyllophyceae
4. ordo Palpigradi - Arachnida
5. ordo Pandanales - Liliopsida
6. ordo Pantopoda - Pycnogonida
7. ordo Parachela - Eutardigrada
8. ordo Paracryphiales - Magnoliopsida
9. ordo Paradiplococciales - Sordariomycetes
10. ordo Paraglomerales - Glomeromycetes
11. ordo Paraliales - Coscinodiscophyceae
12. ordo Paraphysomonadales - Chrysophyceae
13. ordo Parmales - Bolidophyceae
14. ordo Parvularculales - Alphaproteobacteria
15. ordo Passeriformes - Aves
16. ordo Pasteurellales - Gammaproteobacteria
17. ordo Patellariales - Dothideomycetes
18. ordo Paucituberculata - Mammalia
19. ordo Paxillosida - Asteroidea
20. ordo Pectinida - Bivalvia
21. ordo Pedinellales - Dictyochophyceae
22. ordo Pedinoida - Echinoidea
23. ordo Pedinomonadales - Pedinophyceae
24. ordo Pedunculata - Maxillopoda
25. ordo Pelagomonadales - Pelagophyceae
26. ordo Pelecaniformes - Aves
27. ordo Peltigerales - Lecanoromycetes
28. ordo Penicillaria - Anthozoa
29. ordo Pennatulacea - Anthozoa
30. ordo Peramelemorphia - Mammalia
31. ordo Peranemida - Peranemea
32. ordo Perciformes - Actinopterygii
33. ordo Percopsiformes - Actinopterygii
34. ordo Peridiniales - Dinophyceae
35. ordo Peripodida - Asteroidea
36. ordo Perissodactyla - Mammalia
37. ordo Perkinsida - Perkinsea
38. ordo Persiculida - Holothuroidea
39. ordo Pertusariales - Lecanoromycetes
40. ordo Petalomonadida - Stavomonadea
41. ordo Petromyzontiformes - Cephalaspidomorphi
42. ordo Petrosaviales - Liliopsida
43. ordo Peyssonneliales - Florideophyceae
44. ordo Pezizales - Pezizomycetes
45. ordo Phaeocystales - Coccolithophyceae
46. ordo Phaeomoniellales - Eurotiomycetes
47. ordo Phaeophyceae ordo incertae sedis - Phaeophyceae
48. ordo Phaeosiphoniellales - Phaeophyceae
49. ordo Phaeothamniales - Phaeothamniophyceae
50. ordo Phaeotrichales - Dothideomycetes
51. ordo Phaethontiformes - Aves
52. ordo Phallales - Agaricomycetes
53. ordo Phascolosomatiformes - Phascolosomatidea
54. ordo Phasmida - Insecta
55. ordo Phlebobranchia - Ascidiacea
56. ordo Phoenicopteriformes - Aves
57. ordo Pholidoskepia - Solenogastres
58. ordo Pholidota - Mammalia
59. ordo Phomatosporales - Sordariomycetes
60. ordo Phragmophora - Sagittoidea
61. ordo Phyllachorales - Sordariomycetes
62. ordo Phyllobothriidea - Cestoda
63. ordo Phyllodocida - Polychaeta
64. ordo Phyllosiphonales - Trebouxiophyceae
65. ordo Phytodiniales - Dinophyceae
66. ordo Piciformes - Aves
67. ordo Picocystales - Picocystophyceae
68. ordo Picomonadida - Picomonadea
69. ordo Picophagales - Picophagophyceae
70. ordo Picramniales - Magnoliopsida
71. ordo Pihiellales - Florideophyceae
72. ordo Pilosa - Mammalia
73. ordo Pinales - Pinopsida
74. ordo Pinguiochrysidales - Pinguiophyceae
75. ordo Piperales - Magnoliopsida
76. ordo Pisorisporiales - Sordariomycetes
77. ordo Placidida - Placididea
78. ordo Plagiogrammales - Bacillariophyceae
79. ordo Plagiorchiida - Trematoda
80. ordo Planctomycetales - Planctomycetacia
81. ordo Platycopina - Ostracoda
82. ordo Platycopioida - Hexanauplia
83. ordo Platyctenida - Tentaculata
84. ordo Platydesmida - Diplopoda
85. ordo Platygloeales - Pucciniomycetes
86. ordo Plecoptera - Insecta
87. ordo Pleosporales - Dothideomycetes
88. ordo Pleurobranchida - Gastropoda
89. ordo Pleurocapsales - Cyanophyceae
90. ordo Pleuronectiformes - Actinopterygii
91. ordo Pleuronematida - Oligohymenophorea
92. ordo Pleurotheciales - Sordariomycetes
93. ordo Pleurotomariida - Gastropoda
94. ordo Plocamiales - Florideophyceae
95. ordo Ploeotiida - Ploeotarea
96. ordo Ploima - Eurotatoria
97. ordo Plumatellida - Phylactolaemata
98. ordo Pneumocystales - Pneumocystomycetes
99. ordo Poales - Liliopsida
100. ordo Podicipediformes - Aves
101. ordo Podocopida - Ostracoda
102. ordo Podorhabdales - Coccolithophyceae
103. ordo Poecilosclerida - Demospongiae
104. ordo Polyacanthorhynchida - Polyacanthocephala
105. ordo Polycladida - Platyhelminthes
106. ordo Polydesmida - Diplopoda
107. ordo Polymastiida - Demospongiae
108. ordo Polymixiiformes - Actinopterygii
109. ordo Polymorphida - Palaeacanthocephala
110. ordo Polypodiales - Polypodiopsida
111. ordo Polyporales - Agaricomycetes
112. ordo Polypteriformes - Actinopterygii
113. ordo Polystilifera - Hoplonemertea
114. ordo Polystomatidea - Monogenea
115. ordo Polyxenida - Diplopoda
116. ordo Polyzoniida - Diplopoda
117. ordo Porocephalida - Maxillopoda
118. Ordo Porphyrales - Bangiophyceae
119. ordo Porphyridiales - Porphyridiophyceae
120. ordo Postgaardida - Postgaardea
121. ordo Prasinococcales - Palmophyllophyceae
122. ordo Prasiolales - Trebouxiophyceae
123. ordo Priapulomorpha - Priapulida
124. ordo Primates - Mammalia
125. ordo Pristiophoriformes - Elasmobranchii
126. ordo Proboscidea - Mammalia
127. ordo Procellariiformes - Aves
128. ordo Prokinetoplastida - Kinetoplastea
129. ordo Prolecithophora - Platyhelminthes
130. ordo Prorhynchida - Platyhelminthes
131. ordo Prorocentrales - Dinophyceae
132. ordo Prorodontida - Prostomatea
133. ordo Proseriata - Platyhelminthes
134. ordo Prostigmata - Arachnida
135. ordo Proteales - Magnoliopsida
136. ordo Protoraphidales - Bacillariophyceae
137. ordo Protozoa ordo incertae sedis - Protozoa classis incertae sedis
138. ordo Protura - Entognatha
139. ordo Prymnesiales - Coccolithophyceae
140. ordo Pseudomonadales - Gammaproteobacteria
141. ordo Pseudoscorpiones - Arachnida
142. ordo Pseudoscourfieldiales - Pyramimonadophyceae
143. ordo Psilotales - Polypodiopsida
144. ordo Psittaciformes - Aves
145. ordo Psocodea - Insecta
146. ordo Pteroclidiformes - Aves
147. ordo Pteropoda - Gastropoda
148. ordo Pucciniales - Pucciniomycetes
149. ordo Puniceicoccales - Opitutae
150. ordo Pygophora - Maxillopoda
151. ordo Pyramimonadales - Pyramimonadophyceae
152. ordo Pyrenomonadales - Cryptophyceae
153. ordo Pyrenulales - Eurotiomycetes
154. ordo Pyrocystales - Dinophyceae
155. ordo Pyrosomatida - Thaliacea
156. ordo Pyxidiophorales - Laboulbeniomycetes

## R
1. ordo Rajiformes - Elasmobranchii
2. ordo Ralfsiales - Phaeophyceae
3. ordo Ranunculales - Magnoliopsida
4. ordo Rapazida - Euglenophyceae
5. ordo Raphidioptera - Insecta
6. ordo Raphidophyceae incertae sedis - Raphidophyceae
7. ordo Rhabditida - Secernentea
8. ordo Rhabdocoela - Platyhelminthes
9. ordo Rhabdonematales - Bacillariophyceae
10. ordo Rhabdopleurida - Pterobranchia
11. ordo Rhaphoneidales - Bacillariophyceae
12. ordo Rheiformes - Aves
13. ordo Rhinebothriidea - Cestoda
14. ordo Rhinopristiformes - Elasmobranchii
15. ordo Rhizobiales - Alphaproteobacteria
16. ordo Rhizochloridales - Xanthophyceae
17. ordo Rhizochromulinales - Dictyochophyceae
18. ordo Rhizochrysidales - Chrysophyceae
19. ordo Rhizophlyctidales - Chytridiomycetes
20. ordo Rhizophydiales - Chytridiomycetes
21. ordo Rhizosoleniales - Coscinodiscophyceae
22. ordo Rhizostomeae - Scyphozoa
23. ordo Rhodachlyales - Florideophyceae
24. ordo Rhodellales - Rhodellophyceae
25. ordo Rhodobacterales - Alphaproteobacteria
26. ordo Rhodochaetales - Compsopogonophyceae
27. ordo Rhodochaetales - Compsopogonophyceae
28. ordo Rhodocyclales - Betaproteobacteria
29. ordo Rhodogorgonales - Florideophyceae
30. ordo Rhodophyta ordo incertae sedis - Rhodophyta classis incertae sedis
31. ordo Rhodospirillales - Alphaproteobacteria
32. ordo Rhodymeniales - Florideophyceae
33. ordo Rhopalodiales - Bacillariophyceae
34. ordo Rhynchobdellida - Clitellata
35. ordo Rhynchocephalia - Reptilia
36. ordo Rhynchonellida - Rhynchonellata
37. ordo Rhytismatales - Leotiomycetes
38. ordo Ricinulei - Arachnida
39. ordo Rickettsiales - Alphaproteobacteria
40. ordo Robbauerales - Exobasidiomycetes
41. ordo Rodentia - Mammalia
42. ordo Rosales - Magnoliopsida
43. ordo Rozellida - Cristidiscoidia
44. ordo Rubrobacterales - Actinobacteria
45. ordo Rufusiales - Stylonematophyceae
46. ordo Runcinida - Gastropoda
47. ordo Russulales - Agaricomycetes

## S
1. ordo Sabellida - Polychaeta
2. ordo Saccharomycetales - Saccharomycetes
3. ordo Saccopharyngiformes - Actinopterygii
4. ordo Salenioida - Echinoidea
5. ordo Salinisphaerales - Gammaproteobacteria
6. ordo Salmoniformes - Actinopterygii
7. ordo Salpida - Thaliacea
8. ordo Salviniales - Polypodiopsida
9. ordo Santalales - Magnoliopsida
10. ordo Sapindales - Magnoliopsida
11. ordo Sarcinochrysidales - Pelagophyceae
12. ordo Sarcoptiformes - Arachnida
13. ordo Savoryellales - Sordariomycetes
14. ordo Saxifragales - Magnoliopsida
15. ordo Scalpelliformes - Maxillopoda
16. ordo Scandentia - Mammalia
17. ordo Sceptrulophora - Hexactinellida
18. ordo Schizaeales - Polypodiopsida
19. ordo Schizocladiales - Schizocladiophyceae
20. ordo Schizomida - Arachnida
21. ordo Schizopyrenida - Heterolobosea
22. ordo Schizosaccharomycetales - Schizosaccharomycetes
23. ordo Scleractinia - Anthozoa
24. ordo Scolopendromorpha - Chilopoda
25. ordo Scopalinida - Demospongiae
26. ordo Scorpaeniformes - Actinopterygii
27. ordo Scorpiones - Arachnida
28. ordo Scotinosphaerales - Ulvophyceae
29. ordo Scourfieldiales - Pedinophyceae
30. ordo Scutigeromorpha - Chilopoda
31. ordo Scytothamnales - Phaeophyceae
32. ordo Sebacinales - Agaricomycetes
33. ordo Sebdeniales - Florideophyceae
34. ordo Segregatospumellales - Chrysophyceae
35. ordo Seguenziida - Gastropoda
36. ordo Seisonacea - Pararotatoria
37. ordo Selaginellales - Lycopodiopsida
38. ordo Selenomonadales - Negativicutes
39. ordo Semaeostomeae - Scyphozoa
40. ordo Sepiida - Cephalopoda
41. ordo Septobasidiales - Pucciniomycetes
42. ordo Sessilia - Maxillopoda
43. ordo Seticoronaria - Priapulida
44. ordo Siluriformes - Actinopterygii
45. ordo Siphonaptera - Insecta
46. ordo Siphonariida - Gastropoda
47. ordo Siphoniulida - Diplopoda
48. ordo Siphonocryptida - Diplopoda
49. ordo Siphonophorae - Hydrozoa
50. ordo Siphonophorida - Diplopoda
51. ordo Siphonostomatoida - Hexanauplia
52. ordo Sipunculiformes - Sipunculidea
53. ordo Sirenia - Mammalia
54. ordo Sneathiellales - Alphaproteobacteria
55. ordo Solanales - Magnoliopsida
56. ordo Solemyida - Bivalvia
57. ordo Solifugae - Arachnida
58. ordo Solirubrobacterales - Actinobacteria
59. ordo Sordariales - Sordariomycetes
60. ordo Soricomorpha - Mammalia
61. ordo Spatangoida - Echinoidea
62. ordo Spathebothriidea - Cestoda
63. ordo Sphacelariales - Phaeophyceae
64. ordo Sphaeriida - Bivalvia
65. ordo Sphaerobacterales - Thermomicrobia
66. ordo Sphaerocladina - Demospongiae
67. ordo Sphaeropleales - Chlorophyceae
68. ordo Sphaerotheriida - Diplopoda
69. ordo Sphenisciformes - Aves
70. ordo Sphingobacteriales - Sphingobacteriia
71. ordo Sphingomonadales - Alphaproteobacteria
72. ordo Spiculogloeales - Agaricostilbomycetes
73. ordo Spinulosida - Asteroidea
74. ordo Spionida - Polychaeta
75. ordo Spirobolida - Diplopoda
76. ordo Spirochaetales - Spirochaetes
77. ordo Spirogloeales - Zygnematophyceae
78. ordo Spirostreptida - Diplopoda
79. ordo Spirularia - Anthozoa
80. ordo Spirulida - Cephalopoda
81. ordo Spirurida - Secernentea
82. ordo Spizellomycetales - Chytridiomycetes
83. ordo Spongillida - Demospongiae
84. ordo Spongomonadida - Imbricatea
85. ordo Sporidiobolales - Microbotryomycetes
86. ordo Sporochnales - Phaeophyceae
87. ordo Sporolithales - Florideophyceae
88. ordo Squaliformes - Elasmobranchii
89. ordo Squamata - Reptilia
90. ordo Squatiniformes - Elasmobranchii
91. ordo Stauromedusae - Staurozoa
92. ordo Stellarimales - Coscinodiscophyceae
93. ordo Stemmiulida - Diplopoda
94. ordo Stephanoberyciformes - Actinopterygii
95. ordo Stephanodiscales - Mediophyceae
96. ordo Stephanolithiales - Coccolithophyceae
97. ordo Stephanopyxales - Coscinodiscophyceae
98. ordo Stereopsidales - Agaricomycetes
99. ordo Sterrofustia - Solenogastres
100. ordo Stichocotylida - Trematoda
101. ordo Stictodiscales - Coscinodiscophyceae
102. ordo Stigmatodiscales - Dothideomycetes
103. ordo Stigonematales - Cyanophyceae
104. ordo Stolidobranchia - Ascidiacea
105. ordo Stomatopoda - Malacostraca
106. ordo Stomiiformes - Actinopterygii
107. ordo Stomopneustoida - Echinoidea
108. ordo Strepsiptera - Insecta
109. ordo Striatellales - Bacillariophyceae
110. ordo Strigiformes - Aves
111. ordo Strigulales - Dothideomycetes
112. ordo Strongylida - Secernentea
113. ordo Struthioniformes - Aves
114. ordo Stschapoviales - Phaeophyceae
115. ordo Stylommatophora - Gastropoda
116. ordo Stylonematales - Stylonematophyceae
117. ordo Suberitida - Demospongiae
118. ordo Suessiales - Dinophyceae
119. ordo Sulfolobales - Thermoprotei
120. ordo Suliformes - Aves
121. ordo Superstratomycetales - Dothideomycetes
122. ordo Surirellales - Bacillariophyceae
123. ordo Symbiida - Eucycliophora
124. ordo Synallactida - Holothuroidea
125. ordo Synbranchiformes - Actinopterygii
126. ordo Syndiniales - Syndiniophyceae (Syndinea)
127. ordo Synergistales - Synergistia
128. ordo Syngnathiformes - Actinopterygii
129. ordo Syntrophobacterales - Deltaproteobacteria
130. ordo Synurales - Synurophyceae
131. ordo Syracosphaerales - Coccolithophyceae
132. ordo Syringodermatales - Phaeophyceae
133. ordo Systellommatophora - Gastropoda

## T
1. ordo Tabellariales - Bacillariophyceae
2. ordo Talbotiomycetales - Entorrhizomycetes
3. ordo Tanaidacea - Malacostraca
4. ordo Taphrinales - Taphrinomycetes
5. ordo Tectofilosida - Thecofilosea
6. ordo Telonemia ordo ineditae - Telonemia classis ineditae
7. ordo Teloschistales - Lecanoromycetes
8. ordo Terebellida - Polychaeta
9. ordo Terebratulida - Rhynchonellata
10. ordo Testudines - Reptilia
11. ordo Tethyida - Demospongiae
12. ordo Tetrabothriidea - Cestoda
13. ordo Tetractinellida - Demospongiae
14. ordo Tetragonidiales - Cryptophyceae
15. ordo Tetramerocerata - Pauropoda
16. ordo Tetraodontiformes - Actinopterygii
17. ordo Tetraphyllidea - Cestoda
18. ordo Thalassionematales - Bacillariophyceae
19. ordo Thalassiophysales - Bacillariophyceae
20. ordo Thalassiosirales - Mediophyceae
21. ordo Thalassocalycida - Tentaculata
22. ordo Thallochrysidales - Chrysophyceae
23. ordo Thaumatomonadida - Imbricatea
24. ordo Thecideida - Rhynchonellata
25. ordo Thelebolales - Leotiomycetes
26. ordo Thelephorales - Agaricomycetes
27. ordo Thermales - Deinococci
28. ordo Thermoanaerobacterales - Clostridia
29. ordo Thermococcales - Thermococci
30. ordo Thermodesulfobacteriales - Thermodesulfobacteria
31. ordo Thermogemmatisporales - Ktedonobacteria
32. ordo Thermoleophilales - Actinobacteria
33. ordo Thermolithobacterales - Thermolithobacteria
34. ordo Thermomicrobiaes - Thermomicrobia
35. ordo Thermoplasmatales - Thermoplasmata
36. ordo Thermoproteales - Thermoprotei
37. ordo Thermosbaenacea - Malacostraca
38. ordo Thermotogales - Thermotogae
39. ordo Thermozodia - Mesotardigrada
40. ordo Thiotrichales - Gammaproteobacteria
41. ordo Thoracosphaerales - Dinophyceae
42. ordo Thoreales - Florideophyceae
43. ordo Thysanoptera - Insecta
44. ordo Tilletiales - Exobasidiomycetes
45. ordo Tilopteridales - Phaeophyceae
46. ordo Tinamiformes - Aves
47. ordo Tintinnida - Spirotrichea
48. ordo Tirisporellales - Dothideomycetes
49. ordo Togniniales - Sordariomycetes
50. ordo Torodiniales - Dinophyceae
51. ordo Torpediniformes - Elasmobranchii
52. ordo Torpedosporales - Sordariomycetes
53. ordo Tovelliales - Dinophyceae
54. ordo Toxariales - Mediophyceae
55. ordo Trachycladida - Demospongiae
56. ordo Trachymedusae - Hydrozoa
57. ordo Trebouxiales - Trebouxiophyceae
58. ordo Trebouxiophyceae ordo incertae sedis - Trebouxiophyceae
59. ordo Trechisporales - Agaricomycetes
60. ordo Tremellales - Tremellomycetes
61. ordo Tremellodendropsidales - Agaricomycetes
62. ordo Trentepohliales - Ulvophyceae
63. ordo Triblidiales - Ascomycota
64. ordo Tribonematales - Xanthophyceae
65. ordo Triceratiales - Coscinodiscophyceae
66. ordo Trichocephalida - Adenophorea
67. ordo Trichomonadida - Trichomonadea (Trichomonadophyceae)
68. ordo Trichoptera - Insecta
69. ordo Trichosphaeriales - Sordariomycetes
70. ordo Trichosporonales - Tremellomycetes
71. ordo Tricladida - Platyhelminthes
72. ordo Trigoniida - Bivalvia
73. ordo Triplonchida - Adenophorea
74. ordo Tritirachiales - Tritirachiomycetes
75. ordo Tritrichomonadida - Trichomonadea (Trichomonadophyceae)
76. ordo Trochida - Gastropoda
77. ordo Trochodendrales - Magnoliopsida
78. ordo Trogoniformes - Aves
79. ordo Trombidiformes - Arachnida
80. ordo Tryblidiida - Monoplacophora
81. ordo Trypanorhyncha - Cestoda
82. ordo Trypanosomatida - Kinetoplastea
83. ordo Trypetheliales - Dothideomycetes
84. ordo Tubeufiales - Dothideomycetes
85. ordo Tubulidentata - Mammalia
86. ordo Tylenchida - Secernentea

## U
1. ordo Uleiellales - Ustilaginomycetes
2. ordo Ulotrichales - Ulvophyceae
3. ordo Ulvales - Ulvophyceae
4. ordo Ulvophyceae incertae sedis - Ulvophyceae
5. ordo Umbelopsidales - Zygomycota
6. ordo Umbilicariales - Lecanoromycetes
7. ordo Umbraculida - Gastropoda
8. ordo Unilacrymales - Dacrymycetes
9. ordo Unionida - Bivalvia
10. ordo Urneidophycidae - Bacillariophyceae
11. ordo Urocystidales - Ustilaginomycetes
12. ordo Uropygi - Arachnida
13. ordo Ustilaginales - Ustilaginomycetes

## V
1. ordo Vahliales - Magnoliopsida
2. ordo Valsariales - Dothideomycetes
3. ordo Valvatida - Asteroidea
4. ordo Vampyromorpha - Cephalopoda
5. ordo Vaucheriales - Xanthophyceae
6. ordo Velatida - Asteroidea
7. ordo Venerida - Bivalvia
8. ordo Venturiales - Dothideomycetes
9. ordo Verongiida - Demospongiae
10. ordo Verrucariales - Eurotiomycetes
11. ordo Verrucomicrobiales - Verrucomicrobiae
12. ordo Vibrionales - Gammaproteobacteria
13. ordo Victivallales - Lentisphaeria
14. ordo Violaceomycetales - Ustilaginomycetes
15. ordo Vitales - Magnoliopsida

## W
1. ordo Wallemiales - Wallemiomycetes
2. ordo Watznaueriales - Coccolithophyceae
3. ordo Welwitschiales - Gnetopsida

## X
1. ordo Xanthomonadales - Gammaproteobacteria
2. ordo Xanthophyceae incertae sedis - Xanthophyceae
3. ordo Xenospadicoidales - Sordariomycetes
4. ordo Xiphosurida - Merostomata
5. ordo Xylariales - Sordariomycetes
6. ordo Xylonales - Xylonomycetes

## Z
1. ordo Zeiformes - Actinopterygii
2. ordo Zeloasperisporiales - Dothideomycetes
3. ordo Zingiberales - Liliopsida
4. ordo Zoantharia - Anthozoa
5. ordo Zoopagales - Zoopagomycetes
6. ordo Zoraptera - Insecta
7. ordo Zosterogrammida - Diplopoda
8. ordo Zygentoma - Insecta
9. ordo Zygnematales - Zygnematophyceae
10. ordo Zygodiscales - Coccolithophyceae
11. ordo Zygophyllales - Magnoliopsida

## †
1. ordo †Acrotretida - Lingulata
2. ordo †Agnostida - Trilobita
3. ordo †Ammonoidea - Cephalopoda
4. ordo †Arthrochirotida - Holothuroidea
5. ordo †Asaphida - Trilobita
6. ordo †Athyridida - Rhynchonellata
7. ordo †Atrypida - Rhynchonellata
8. ordo †Aulacopleurida - Trilobita
9. ordo †Belemnitida - Cephalopoda
10. ordo †Billingsellida - Strophomenata
11. ordo †Bolosauria - Reptilia
12. ordo †Caloneurodea - Insecta
13. ordo †Chileida - Chileata
14. ordo †Cnemidolestodea - Insecta
15. ordo †Corynexochida - Trilobita
16. ordo †Cryptostomida - Stenolaemata
17. ordo †Cystoporida - Stenolaemata
18. ordo †Diaphanopterodea - Insecta
19. ordo †Dictyonellida - Chileata
20. ordo †Dinosauria - Reptilia
21. ordo †Eoblattida - Insecta
22. ordo †Fenestrida - Stenolaemata
23. ordo †Glosselytrodea - Insecta
24. ordo †Harpetida - Trilobita
25. ordo †Hippuritida - Bivalvia
26. ordo †Holectypoida - Echinoidea
27. ordo †Hyolithelminthes - Tommotiida
28. ordo †Hypoperlida - Insecta
29. ordo †Inarticulata - Brachiopoda
30. ordo †Kutorginida - Kutorginata
31. ordo †Lichida - Trilobita
32. ordo †Megalodontida - Bivalvia
33. ordo †Meganisoptera - Insecta
34. ordo †Megasecoptera -Insecta
35. ordo †Miomoptera - Insecta
36. ordo †Mitrosagophora - Tommotiida
37. ordo †Modiomorphida - Bivalvia
38. ordo †Myalinida - Bivalvia
39. ordo †Nectopantopoda - Pycnogonida
40. ordo †Obolellida - Obolellata
41. ordo †Odontopleurida - Trilobita
42. ordo †Olenellida - Trilobita
43. ordo †Orthida - Rhynchonellata
44. ordo †Orthotetida - Strophomenata
45. ordo †Palaeocopida - Ostracoda
46. ordo †Palaeodictyoptera - Insecta
47. ordo †Palaeoisopoda - Pycnogonida
48. ordo †Palaeopantopoda - Pycnogonida
49. ordo †Paoliida - Insecta
50. ordo †Pareiasaurida - Reptilia
51. ordo †Pentamerida - Rhynchonellata
52. ordo †Phacopida - Trilobita
53. ordo †Phymosomatoida - Echinoidea
54. ordo †Productida - Strophomenata
55. ordo †Proetida - Trilobita
56. ordo †Proparia - Trilobita
57. ordo †Protocoleoptera - Insecta
58. ordo †Protorthida - Rhynchonellata
59. ordo †Protorthoptera - Insecta
60. ordo †Pterosauria - Reptilia
61. ordo †Ptychopariida - Trilobita
62. ordo †Reculoidea - Insecta
63. ordo †Redlichiida - Trilobita
64. ordo †Rhynchosauria - Reptilia
65. ordo †Siphonotretida - Lingulata
66. ordo †Spiriferida - Rhynchonellata
67. ordo †Spiriferinida - Rhynchonellata
68. ordo †Strophomenida - Strophomenata
69. ordo †Thecodontia – Reptilia
70. ordo †Titanoptera - Insecta
71. ordo †Trepostomatida - Stenolaemata
72. ordo †Vojnovskyales - Pinopsida